# Nevill Francis Mott
Sir Nevill Francis Mott (født 30. september 1905, død 8. august 1996) var en engelsk fysiker. Han modtog Nobelprisen i fysik i 1977 for sit arbejde med den elektroniske struktur af magnetiske og rodet systemer.